# Hydrocanthus occidentalis
Hydrocanthus occidentalis är en skalbaggsart som beskrevs av Young 1985. Hydrocanthus occidentalis ingår i släktet Hydrocanthus och familjen grävdykare. Inga underarter finns listade i Catalogue of Life.